# Dig (film, 1972)
Pour les articles homonymes, voir Dig.
Dig est un film américain de John Hubley de 1972 écrit et produit par Faith Hubley, musique de Quincy Jones.

## Distribution
- Jack Warden : Rocco
- Morris Carnovsky : Earl of Limestone
- Phil Leeds : Pre-Cambrian Rocks